# ウマッヤ・アブ＝ハンナ
ウマッヤ・アブ＝ハンナ（Umayya Abu-Hanna、1961年3月17日 - ）は、フィンランドの政治家、テレビジャーナリスト、コラムニスト、作家。イスラエルのハイファ生まれのアラブ系フィンランド人であり、フィンランドには1981年から住んでいる。
ヘルシンキ・ポリテクニック・スタディア (Helsinki Polytechnic Stadia) においてはオーディオビジュアル・ジャーナリズム部の部長を務めている（2007年7月からは休職扱い）。美術部門においてはフィンランド国立美術館の調査委員会の文化的多様性のコーディネーターを務めており、フィンランド芸術協会のメンバーの一人でもある。ヘルシンキでは市議会の議員を務めており、フィンランド緑の党に所属している。
テレビではTV2の時事ニュース番組でジャーナリスト兼司会者としてAjankohtainen kakkonenに出演している。現在はヘルシンギン・サノマット新聞社のコラムを連載しており、小説も2003年と2007年に出版されている。

## 著書
- Sinut (2007)
- Nurinkurin (2003)